# دیوید وسلی
دیوید وسلی (انگلیسی: David Wesley؛ زادهٔ ۱۴ نوامبر ۱۹۷۰) بازیکن بسکتبال اهل ایالات متحده آمریکا است.
از باشگاه‌هایی که در آن بازی کرده‌است می‌توان به بوستون سلتیکس، هیوستون راکتس، و شارلوت هورنتس اشاره کرد.